# Hey Princess (seriealbum)
Hey Princess är ett självbiografiskt seriealbum av Mats Jonsson, utgivet 2002 på Galago förlag. Albumet handlar om Jonssons liv i främst Stockholm under åren 1993–1999. Han berättar om sin resa från att bo i ett sunkigt litet rum i en studentkorridor och drömma om tjejer till framgång och popularitet. 
Albumet har av många beskrivits som en generationsroman för 70-talistgenerationen. [källa behövs]
Hey Princess gavs ut i engelsk översättning av Top Shelf 2010. ISBN 978-1-60309-051-3.
Titeln är hämtad från bandet Popsicles genombrottssingel Hey Princess.